# Bystrany
Bystrany é um município da Eslováquia, situado no distrito de Spišská Nová Ves, na região de Košice. Tem 7,82 km² de área e sua população em 2018 foi estimada em 3.666 habitantes.

## Demografia
| Ano:        | 1994 | 2004    | 2014    | 2024    |
| ----------- | ---- | ------- | ------- | ------- |
| Broj ljudi: | 2160 | 2734    | 3329    | 4052    |
| Razlika:    |      | +26,57% | +21,76% | +21,71% |

| Ano:               | 2023 | 2024   |
| ------------------ | ---- | ------ |
| Número de pessoas: | 3997 | 4052   |
| Diferença:         |      | +1,37% |